# Лонтара
Бугийское письмо, или лонтара (буг. и макасар. ᨒᨚᨈᨑ) — письменность индийского происхождения. Традиционно используется на о. Сулавеси в Индонезии для записи таких языков, как бугийский, макассарский и мандарский из группы малайско-полинезийских языков. Со времен голландской колонизации вытесняется латинским алфавитом, однако всё ещё используется частью бугийцев. Название «лонтара» происходит от названия пальмы, на листьях которой традиционно писали бугийцы. На бугийском языке данное письмо ещё называется «urupu sulapa eppa», что значит «квадратные буквы».
Тип письма — абугида: каждый слог записывается знаком для согласного + диакритическим знаком для гласного. Конечные согласные опускаются. На письме передаются следующие гласные: /a/, /i/, /u/, /e/, /o/, /ə/.
Письменность представлена в Юникоде (диапазон U+1A00 … U+1A1F), однако бугийские знаки имеются лишь в немногих шрифтах — Code2000, Arial Unicode; наиболее качественно они отображаются в специальных шрифтах.

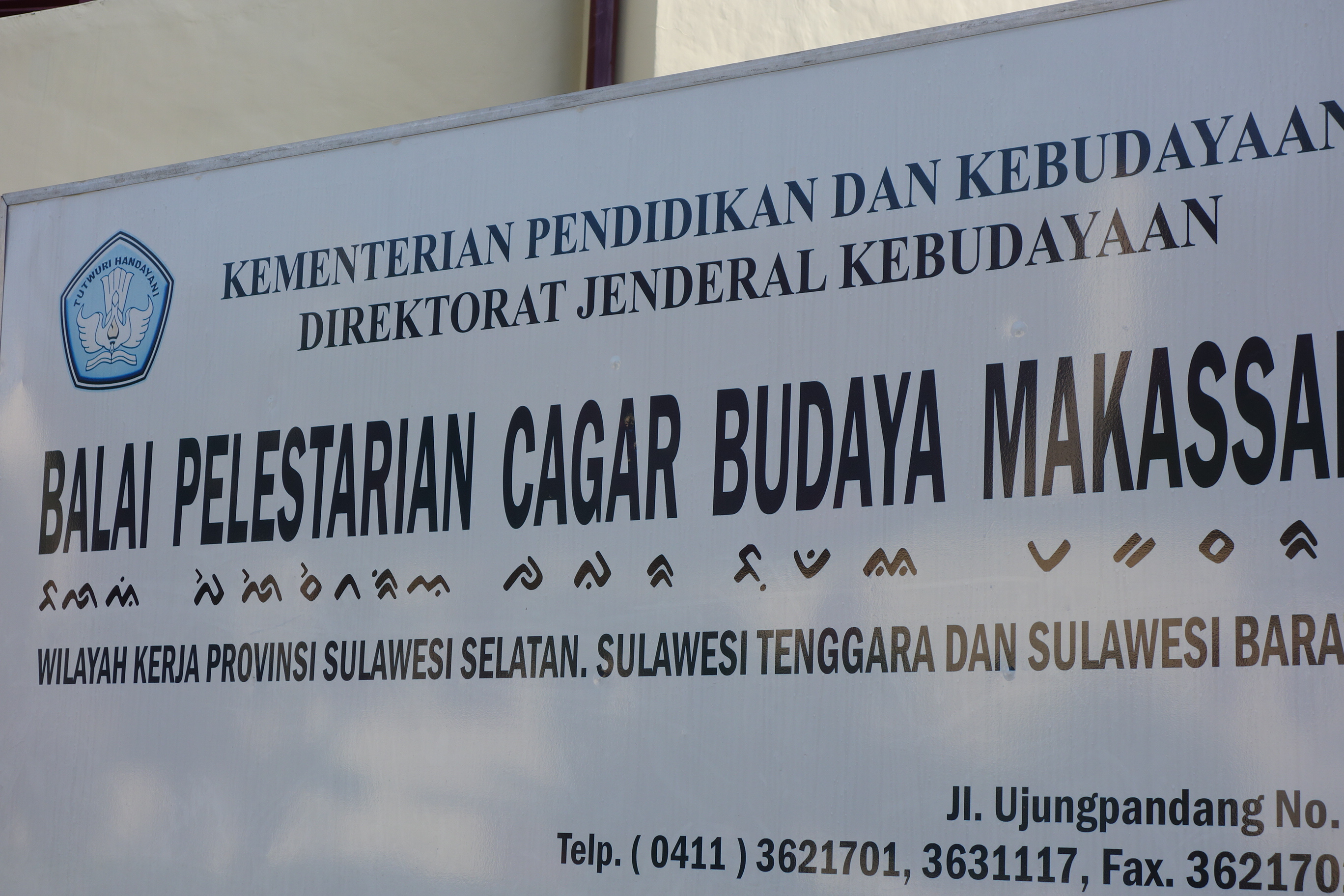
Табличка у одного из административных зданий близ г. Макассар. Надпись на лонтара — ниже основной надписи на индонезийском языке